# Eustern Woodfork
Eustern Woodfork was een Amerikaanse jazz-banjoïst die actief was in de jaren twintig en jaren dertig. Hij was banjospeler in de studiogroep Blues Serenaders van Lovie Austin (opnames 1924-1926) en speelde mee op opnames van de dixieland-groepen van Johnny Dodds en Tommy Ladnier. Later werkte hij ook samen met Junie Cobb, in diens Grains of Corn, en Alex Hill. In het begin van de jaren dertig was hij lid van de Bluesicians van drummer Harry Dial, die toen al speelde met Louis Armstrong. In de loop van de jaren dertig stapten de meeste banjospelers over op de gitaar. De banjo verdween uit de jazz en ook van Woodfork werd nadien niets meer gehoord.